# カール＝エリク・グラーン
カール＝エリク・ヴィルヘルム・グラーン（Karl-Erik Vilhelm Grahn、1914年11月5日 - 1963年3月14日）は、スウェーデン・ヨンシェーピング出身の元同国代表サッカー選手。現役時代のポジションはFW、MF。

## 略歴
グラーンは、IFエルフスボリが1930年代から40年代の全盛期を迎えた時の中心選手としてプレーし、同クラブではアルスヴェンスカンで346試合57得点という記録を残した。現役引退後はエルフスボリで2度の期間に渡って監督としてチームを率いて、1961シーズンにはクラブをアルスヴェンスカン優勝に導いた。
スウェーデン代表としては国際Aマッチ通算41試合に出場して3得点を挙げた。1936年のベルリンオリンピックでは、スウェーデン代表のメンバーに選出されたが、1回戦で日本代表に敗れた。また、1938 FIFAワールドカップにも出場した。

## タイトル

### クラブ
IFエルフスボリ
- アルスヴェンスカン : 3回 (1936, 1939, 1940)

### 監督
IFエルフスボリ
- アルスヴェンスカン : 1回 (1961)